# Communauté de communes de la Vallée de la Drée
La communauté de communes de la Vallée de la Drée est une ancienne communauté de communes française, située dans le département de Saône-et-Loire et la région Bourgogne.

## Composition
Elle était composée des communes suivantes :
1. Collonge-la-Madeleine
2. Épinac
3. Morlet
4. Saint-Léger-du-Bois
5. Saisy
6. Sully

## Historique
Le président de la Communauté de communes, François Courouble, présente sa démission en décembre 2012 .
Le 1er janvier 2014, elle fusionne avec les communautés de communes de l'Autunois et Arroux Mesvrin pour former la Communauté de communes du Grand Autunois Morvan.

## Sources
- Le SPLAF (Site sur la Population et les Limites Administratives de la France)
- La base ASPIC